# Qwixx
Qwixx ist ein Würfelspiel mit sechs Würfeln von Steffen Benndorf, das im Jahr 2012 im Nürnberger-Spielkarten-Verlag erschienen ist. Das Spiel wurde zum Spiel des Jahres 2013 als eines von drei Spielen nominiert, konnte sich jedoch nicht gegen das Spiel Hanabi durchsetzen. Im Jahr 2014 gewann Qwixx den Niederländischen Spielepreis.

## Spielweise

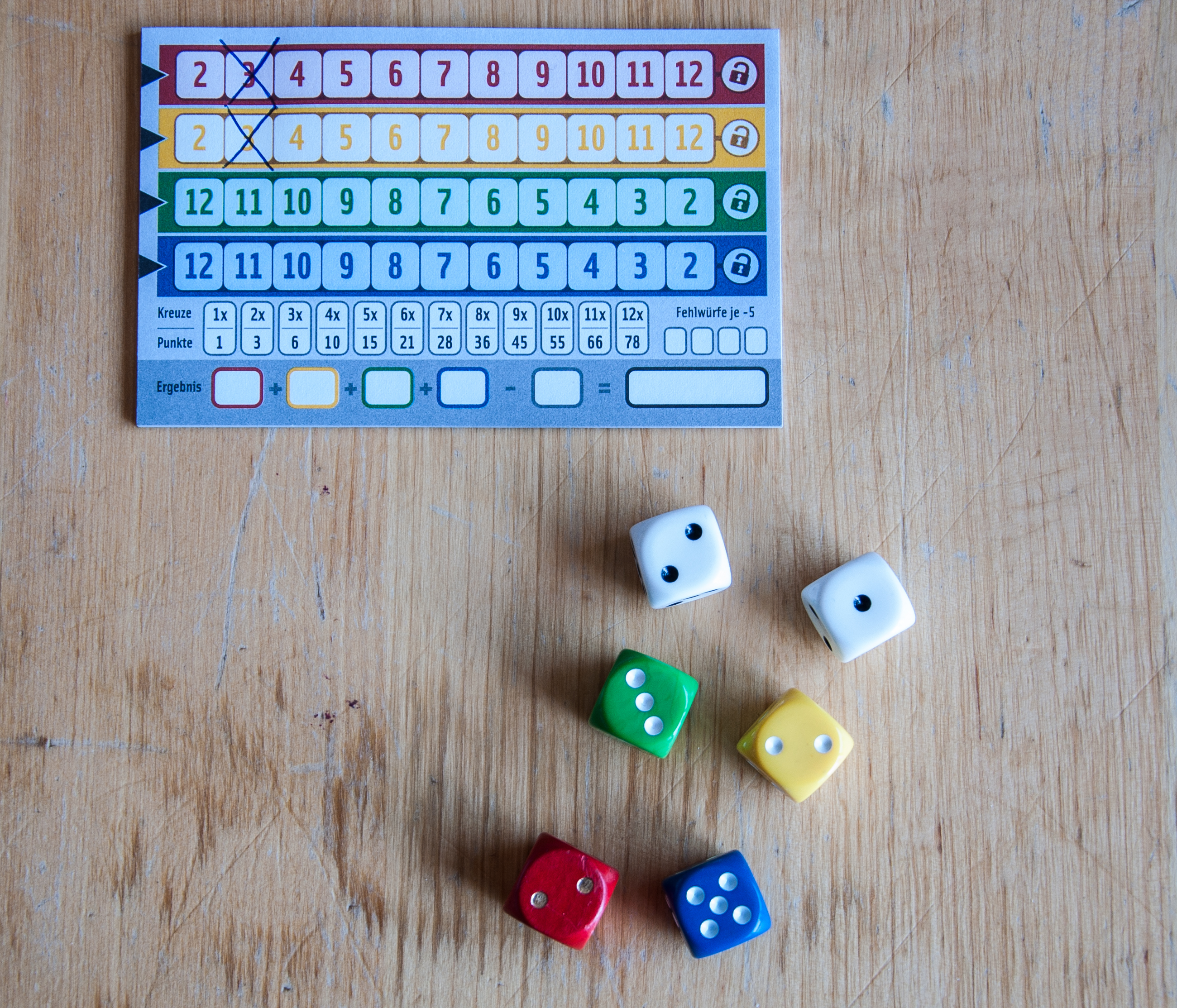
Spielmaterial für Qwixx: Beim ersten Wurf wurde eine Summe der weißen Würfel von 3 in die rote Farbreihe und eine Summe von 3 von einem weißen und dem gelben Würfel in die gelbe Farbreihe eingetragen.

Qwixx Spielblock

### Spielprinzip und Material
Das Spielprinzip ist sehr einfach gehalten und erinnert an Würfelspielklassiker wie Kniffel bzw. Yahtzee. Das Spielmaterial besteht aus einem Spielblock und sechs Würfeln, wobei zwei Würfel weiß und je ein Würfel rot, blau, gelb und grün sind. Es ist mit zwei bis fünf Spielern spielbar, wobei für ein Spiel etwa 15 Minuten Spielzeit angesetzt werden. Das empfohlene Alter der Spieler beträgt acht Jahre, da die Addition und strategisches Denken gefordert sind. Ziel des Spiels ist es, auf dem Spielblock möglichst viele Zahlen in den vorhandenen vier Farbreihen anzukreuzen und damit möglichst viele Punkte zu erreichen.

### Spielablauf
Der Startspieler wird ausgelost, die Spieler würfeln reihum. Der jeweils aktive Spieler wirft offen alle sechs Würfel und addiert als erste Aktion danach die Ergebnisse der beiden weißen Würfel und sagt das Ergebnis offen an. Alle Spieler dürfen nun die von ihm angesagte Zahl in einer beliebigen Farbreihe ankreuzen. Dabei müssen die Zahlen in jeder der vier Farbreihen grundsätzlich
von links nach rechts angekreuzt werden, wobei Auslassungen erlaubt sind. Diese Auslassungen können jedoch später nicht mehr angekreuzt werden. Anschließend darf der aktive Spieler als zweite Aktion die Augenzahl von einem weißen Würfel mit der eines farbigen Würfels addieren und die Summe in der entsprechenden Reihe seines Spielblocks ankreuzen. Sollte der aktive Spieler weder bei der Summe der weißen Würfel noch bei der Farbsumme ein Kreuz machen, notiert er den Wurf als Fehlwurf.
Um eine Farbreihe auf dem Spielblock abzuschließen, müssen in dieser mindestens fünf Kreuze stehen, wobei das letzte Feld ganz rechts frei sein muss. Ist dies der Fall, kann der Spieler dieses Feld bei einem passenden Wurf ankreuzen und die Reihe damit abschließen. Zusätzlich zu der Zahl kreuzt er dann das Schlosssymbol am Ende der Reihe an und sagt dies laut an. Erfolgt dies bei der Addition der weißen Würfel (erste Aktion), können nach der Ansage auch noch andere Spieler die Reihe abschließen und das Schlosssymbol ankreuzen, vorausgesetzt, sie haben bereits fünf Kreuze in der entsprechenden Reihe. Wenn eine Farbreihe abgeschlossen wurde, ist diese für alle Mitspieler in den folgenden Runden geschlossen und kein Spieler darf mehr Kreuze in dieser Farbreihe machen. Der entsprechende Farbwürfel wird aus dem Spiel entfernt.
Das Spiel endet, wenn jemand seinen vierten Fehlwurf angekreuzt hat, oder wenn zwei Farbreihen abgeschlossen und somit zwei Farbwürfel aus dem Spiel entfernt wurden. Danach erfolgt die Wertung entsprechend der Wertetabelle unterhalb der Farbreihen pro Farbe, wobei dies eine Summenfolge der Anzahl der Kreuze darstellt. Die maximale Punktzahl einer Reihe mit 12 Kreuzen ergibt sich entsprechend als:
{\displaystyle \sum \limits _{k=1}^{12}k=1+2+3+4+5+6+7+8+9+10+11+12=78}.
Für jeden Fehlwurf erhält der jeweilige Spieler fünf Minuspunkte. Gewinner ist der Spieler mit dem höchsten Gesamtergebnis.

### Qwixx Characters
Zu den Internationalen Spieltagen 2017 in Essen erschien mit Qwixx Characters eine Erweiterung zum Qwixx-Spiel, bestehend aus fünf Charakterkarten. Jedem Spieler wird eine der Karten vor dem Spiel zufällig zugeteilt, oder sie können von diesen ausgesucht werden. Ein Spieler kann bei seinem Wurf seine Charakterkarte nutzen und auf diese Weise das Spiel beeinflussen.
Das Spiel mit Qwixx Characters folgt den üblichen Qwixx-Regeln. Der jeweils aktive Spieler kann jedoch zusätzlich die Eigenschaft des ihm zugeordneten Charakters nutzen:
| Charakter    | Eigenschaft |
| ------------ | --- |
| Double Dutch | Der Double Dutch darf zweimal statt nur einmal würfeln und dabei entscheiden, ob er beim zweiten Wurf alle oder nur einen Teil der Würfel nochmals wirft. Erst nach dem zweiten Wurf oder dem Verzicht darauf folgt die Wertung.                                                |
| Tina Turner  | Tina Turner darf nach ihrem Wurf eine 3 zu einer 4 oder andersherum umdrehen. Erst nachdem der Würfel umgedreht wurde oder darauf verzichtet wurde, folgt die Wertung. |
| Magic Mike   | Magic Mike darf bei einem eigenen Wurf zwischen zwei Kreuzen auf seinem Wertungsblock, zwischen denen genau ein Feld frei ist, ein Kreuz eintragen. Dies kann er auch nach dem Eintrag der Ergebnisse des Wurfs tun, allerdings darf er pro Wurf maximal zwei Kreuze eintragen. |
| Chriss Cross | Chriss Cross darf nach einem eigenen Wurf bis zu drei statt nur zwei Kreuze eintragen. Er kann dafür einmal die beiden weißen Würfel sowie zweimal die Kombination aus einem weißen Würfel mit einem Würfel beliebiger Farbe nutzen.                                            |
| Miss Take    | Miss Take muss sich, wenn sie nach einem eigenen Wurf kein Kreuz eintragen kann, keinen Fehlwurf ankreuzen und kann stattdessen entsprechend den Regeln an beliebiger Stelle der Wertungsleiste mit Ausnahme der letzten Ziffer ein Kreuz eintragen.                            |

## Weitere Spielvarianten
Aufbauend auf der als Qwixx Classic (bzw. Qwixx – Das Original) bezeichneten Version wurden von Steffen Benndorf im Nürnberger Spielkarten Verlag weitere Versionen veröffentlicht, die jeweils leicht unterschiedliche Regeln haben.
- Qwixx Deluxe, (2013)[4]
- Qwixx XL, (2013)[5]
- Qwixx gemixxt, (2014)[6]
- Qwixx – Das Kartenspiel, (2014)[7]
- Qwixx: Big Points, (2015)[8]
- Qwixx: Das Duell, (2016)[9]
- Qwixx Connected, (2019)[10]
- Qwixx on Board, (2019)[11]

## Rezeption
Das Würfelspiel Qwixx wurde neben Hanabi, einem Kartenspiel von Antoine Bauza, und Augustus, einem Gesellschaftsspiel von Paolo Mori, zur Auswahl zum Spiel des Jahres 2013 nominiert. Begründet wurde die Nominierung mit den folgenden Worten:

„Mit minimalem Materialeinsatz bietet Qwixx maximalen Würfelspaß. Das quicke Spiel in der kleinen Schachtel und mit schnell verstandener Regel begeistert alle Generationen gleichermaßen. Da jeder von jedem Wurf profitieren kann, fiebern immer alle Spieler dem nächsten Würfelergebnis entgegen. Risiko eingehen oder vorsichtig agieren? Die kurzweilige Mischung aus Glück und Taktik hat das Potenzial, ein Dauerbrenner zu werden – zumal es in jedes Reisegepäck passt.“

2014 gewann Qwixx den Niederländischen Spielepreis. Aufbauend auf dem Spiel erschienen seit dem Erscheinen des Spiels mehrere Varianten. Dabei wurden 2013 Qwixx Deluxe und Qwixx XL, 2014 Qwixx gemixxt und Qwixx – Das Kartenspiel!, 2015 Qwixx: Big Points und 2016 das 2-Personenspiel Qwixx: Das Duell veröffentlicht. 2017 erschien zu den Internationalen Spieltagen 2017 in Essen mit Qwixx Characters eine Erweiterung zum Qwixx-Spiel, bestehend aus fünf Charakterkarten.

## Belege
1. 1 2  Qwixx auf der Website des Spiel des Jahres e.V.; abgerufen am 11. August 2016.
2. 1 2 3 4  Offizielle Spielregeln für die Originalversion von Qwixx.
3. ↑  Qwixx Characters offizielle Spielregel (PDF; 560 kB).
4. 1 2  Qwixx Deluxe offizielle Spielregeln (PDF; 630 kB).
5. 1 2  Qwixx XL offizielle Spielregeln (PDF; 636 kB).
6. 1 2  Qwixx gemixxt offizielle Spielregeln (PDF; 453 kB).
7. 1 2  Qwixx Das Kartenspiel offizielle Spielregeln (PDF; 299 kB).
8. ↑  Qwixx Big Points offizielle Spielregeln (PDF; 632 kB).
9. ↑  Qwixx Das Duell offizielle Spielregeln (PDF; 533 kB).
10. ↑  Qwixx Connected offizielle Spielregeln (PDF; 468 kB).
11. ↑  Qwixx on Board offizielle Spielregeln (PDF; 851 kB).